# فناوری موسیقی

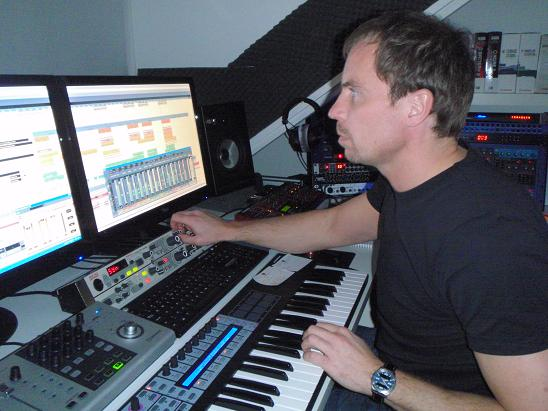
این عکس ۲۰۰۹ تولید موسیقی با استفاده از یک ایستگاه کاری صوتی دیجیتال(DAW) با تنظیم چند مانیتور را نشان می‌دهد.

فناوری موسیقی الکترونیکی و دیجیتال استفاده از ابزاری الکترونیکی یا دیجیتال، کامپیوتر، واحدهای اثرات الکترونیکی، نرم‌افزار یا تجهیزات صوتی دیجیتال توسط یک نوازنده، آهنگساز، مهندس صدا، دی‌جی، یا سازنده رکورد برای ساخت یا اجرا یا ضبط موسیقی است. این اصطلاح معمولاً به استفاده از دستگاه‌های الکترونیکی اشاره دارد. ابزار الکترونیکی و دیجیتال. سخت‌افزار و نرم‌افزار کامپیوتر که در عملکرد، پخش، ضبط، ترکیب، ضبط صدا و بازتولید مخلوط کردن، تجزیه و تحلیل و ویرایش موسیقی استفاده می‌شود.
تکنولوژی موسیقی به خلاقیت هنری و تکنولوژی متصل است. کارشناسان و متخصصان موسیقی دائماً در حال تلاش برای ایجاد فرم‌های جدید بیان طریق موسیقی هستند؛ و از لحاظ فیزیکی دستگاه‌ها و نرم‌افزارهای جدیدی را ایجاد می‌کنند تا بتوانند این کار را انجام دهند. اگر چه در سال‌های ۲۰۱۰ این اصطلاح رایجترین در رابطه با دستگاهای الکترونیکی مدرن و نرم‌افزار رایانه‌ای مانند ایستگاه‌های کاری صوتی دیجیتال و Protools نرم‌افزار ضبط صدا دیجیتال است اما تکنولوژی‌های موسیقی الکترونیک و دیجیتال پیشرو در فناوری‌های موسیقی الکتریکی در اوایل قرن بیستم مانند ارگان الکترومکانیکی هاموند که در سال ۱۹۲۹ اختراع شد در سال‌های ۲۰۱۰ محدودهٔ انتولوژی از تکنولوژی موسیقی به میزان قابل توجهی افزایش یافته‌است و در حال حاضر می‌تواند الکترونیک دیجیتال نرم‌افزار یا حتی صرفاً مفهومی باشد

## آموزش

### آموزش حرفه‌ای
تکنولوژی موسیقی در بسیاری از سطوح مختلف تحصیلی از جمله دیپلم‌های کالج و مدارک تحصیلی در دوره کارشناسی و فارغ تحصیلی تدریس می‌شود. مطالعه تکنولوژی موسیقی معمولاً با استفاده خلاق از تکنولوژی برای ایجاد صدا. اجرا. ضبط. برنامه‌نویسی. عکاسی و سایر وسایل الکترونیکی مربوط به موسیقی مرتبط است؛ و دستکاری. مخلوط کردن و پخش موسیقی. برنامه‌های تکنولوژی موسیقی برای دانشجویان برلی حرفه موسیقی صدا.کامپیوتر موسیقی. تولید صوتی تصویری و پست تولید. تسلط بر. امتیاز دادن به فیلم و چند رسانه ای. صوتی برای بازی‌ها توسعه نرم‌افزار" و تولید چند رسانه‌ای کسانی که مایل به توسعه فناوری‌های موسیقی جدید اغلب اموزش می‌دهد تا تبدیل به یک مهندس صوتی در تحقیق و توسعه شود. با توجه به نقش رو به رشد کارهای بین رشته‌ای در تکنولوژی موسیقی افرادی که تکنولوژی موسیقی جدید را توسعه می‌دهند ممکن است دارای زمینه یا اموزش در برنامه‌نویسی کامپیوتر. طراحی سخت افزار کامپیوتر. اکوستیک. ضبط یا سایر زمینه‌ها باشند.

### استفاده در آموزش موسیقی
در سال‌های ۲۰۱۰ تکنولوژی‌های موسیقی الکترونیک و دیجیتال به‌طور گسترده‌ای برای کمک به آموزش موسیقی برای آموزش دانش اموزان در برنامه‌های موسیقی دبیرستان کالج و دانشگاه استفاده می‌شود ازمایشگاه‌های صفحه کلید الکترونیکی برای آموزش مقدماتی گروه پیانو در کالج‌ها و دانشگاه‌ها مورد استفاده قرار می‌گیرند.

## تاریخ
پیشگامان اولیه Luigi Russolo, Halim El-Dabh, Pierre Schaeffer, Pierre Henry, Edgard Varèse, Karlheinz Stockhausen, Ikutaro Kakehashi و King Tubby بودند. تکنولوژی موسیقی در بسیاری از موزیک‌های موسیقی مدرنیستی و معاصر مورد استفاده قرار گرفته و مورد استفاده قرار گرفته‌است تا صدا جدیدی ایجاد کند

## سنتز و ماشین آلات درام

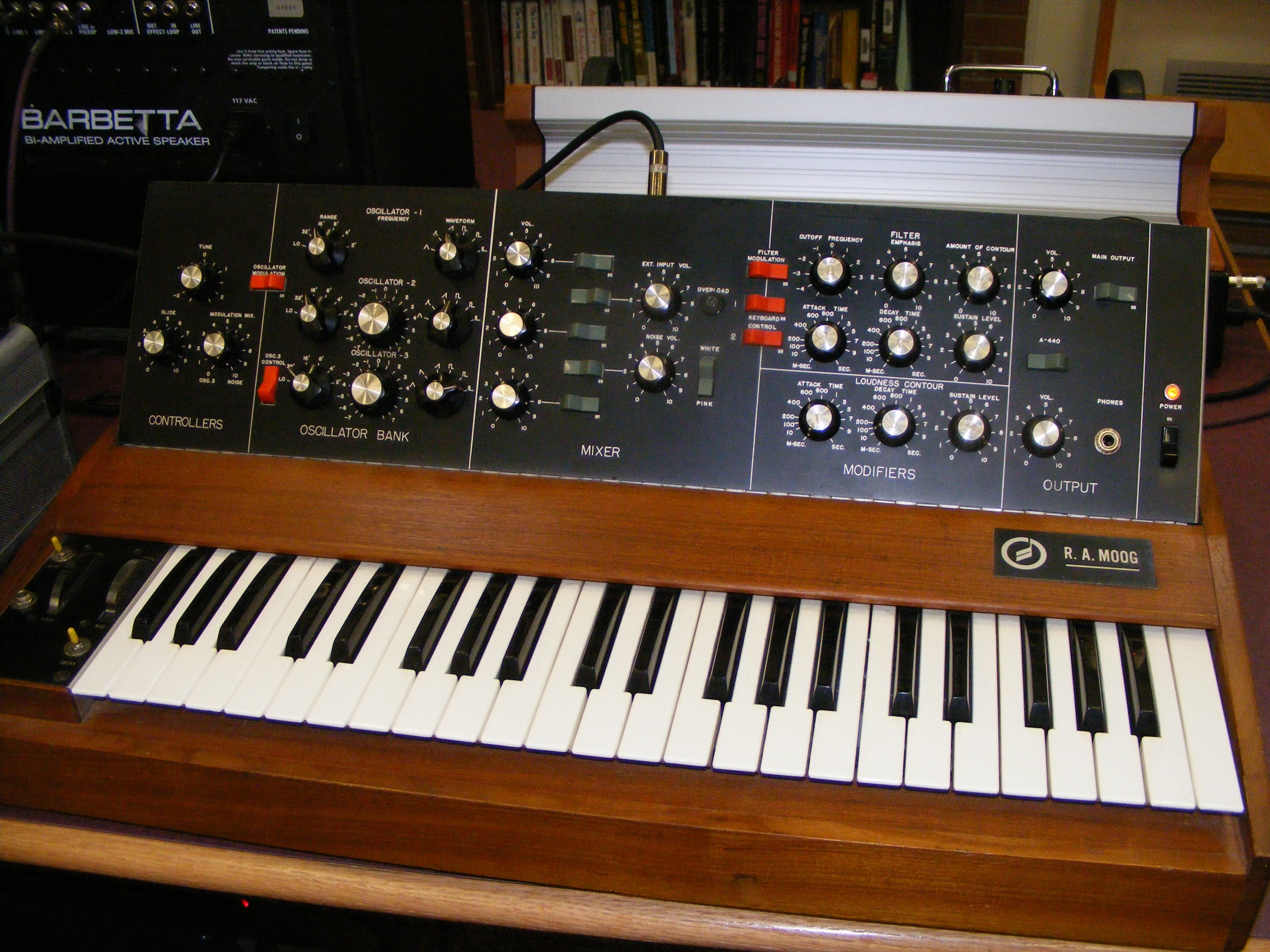
An early Minimoog synthesizer by R.A. Moog Inc. from 1970.

یک سنتز یک ابزار موسیقی الکترونیکی است که سیگنال‌های الکتریکی را که از طریق تقویت‌کننده‌های دستگاه و بلندگوها یا هدفون تبدیل می‌شوند تولید می‌کند. Synthesizers ممکن است صداها موجود (ابزار، آواز، صداهای طبیعی، و غیره)، یا ایجاد ترمب الکترونیکی جدید یا صداهای موجود که قبلاً وجود نداشته باشد، تقلید کند. آن‌ها اغلب با یک صفحه کلید موسیقی موسیقی بازی می‌کنند، اما از طریق انواع دستگاه‌های ورودی دیگر، از جمله sequencerهای موسیقی، کنترل‌کننده‌های دستگاه، انگشتان دست، سنتز گیتار، کنترل‌کننده‌های باد و درام‌های الکترونیکی کنترل می‌شود. سنتزهای بدون کنترل‌کننده‌های داخلی اغلب ماژول‌های صدا نامیده می‌شوند و با استفاده از یک دستگاه کنترل‌کننده کنترل می‌شوند.
سنتزها برای تولید یک سیگنال از روش‌های مختلف استفاده می‌کنند. در میان تکنیک‌های سنتز محبوب‌ترین شکل موج، سنتز جزئی، سنتز افزودنی، سنتز wavetable، سنتز مدولاسیون فرکانس، سنتز تخریب فاز، سنتز مدل‌سازی فیزیکی و سنتز مبتنی بر نمونه است. دیگر انواع سنتز کمتر رایج عبارتند از سنتز زیر هارمونیک، یک فرم سنتز افزودنی با استفاده از زیر هارمونیک (استفاده شده توسط مخلوط تراتونیوم) و سنتز گرانول، سنتز مبتنی بر نمونه بر اساس غلظت صدا، به‌طور کلی منجر به صداهایی یا ابرها می‌شود. در سال‌های ۲۰۱۰، سینت سایزرها در بسیاری از ژانرهای موسیقی پاپ، راک و رقص مورد استفاده قرار می‌گرفتند. آهنگسازان موسیقی کلاسیک معاصر قرن بیست و یکم برای ساخت سنتز نوشتند.
توسعهٔ سنتز مدرن توسط اختراع ترانزیستور مینیاتوری در سال ۱۹۴۷ تشدید شد. ترانزیستورهای سبک ساخته شده باعث ساخت سینت سایزرها بسیار قابل حمل و پیچیده شدند. نسل جدید سنتزها ظاهر شد، عمدتاً در آمریکا. طرح‌های سنتز رابرت مگو، مخترع آمریکایی در دهه ۱۹۶۰ پیشرفت قابل ملاحظه‌ای در زمینه‌های پیشین داشت. این امر تا حدودی منجر به فناوری‌های جدیدی شد که در دسترس بودند مانند نیمه هادی‌های تازه تولید شده. این ابزار جدید ارزان‌تر بود و در سراسر جهان عرضه شد. اینها توانستند طیف وسیعی از صداهای پیچیده تولید کنند. نسخه‌های بعدی اغلب شامل واحدهای ریتم اتوماتیک، به نام ماشین‌های درام می‌شوند. آن‌ها محبوبیت بیشتری نسبت به هر سنتز از گذشته داشتند. انتشار آلبوم وندی کارلوس Switched-On Bach در سال ۱۹۶۸، سنتز Moog را به توجه عموم رسانید. این آلبوم نشان داد که علاوه بر ایجاد صداهای عجیب و غریب، سنتز می‌تواند برای ساخت موسیقی زیبا استفاده شود.
در دهه ۱۹۷۰، سلطه آمریکا روی بازار سنتز به ژاپنیها، با سنتزرهای ساخته شده توسط شرکت Yamaha Corporation, Roland Corporation, Korg, Kawai و سایر شرکت‌ها واگذار شد. DX7 یاماها یکی از اولین کیبورد سنتز با قیمت مقرون به صرفه بود. DX7 یک سنتز دیجیتال مبتنی بر سنتز FM است که از سال ۱۹۸۳ تا ۱۹۸۹ تولید شده‌است. این اولین سنتز دیجیتال موفق به صورت تجاری موفق بود.
صدای متمایز آن می‌تواند در بسیاری از ضبط‌ها، به ویژه موسیقی پاپ از دهه ۱۹۸۰، شنیده شود. DX7 پلی فونیک ۱۶ تایی، مدل ارزان قیمت سنتزهای صفحه کلید سری DX بود. بیش از ۲۰۰،000 DX7 اصلی ساخته شده‌است و یکی از سینتسایزرهای محبوب سینت سایزرهای تمام وقت است. سنتز باس بسیار جذاب Roland TB-303 است که به‌طور گسترده‌ای در موسیقی اسکیت خانه مورد استفاده قرار می‌گیرد. دیگر سنتزهای کلاسیک عبارتند از: Moog Minimoog, ARP Odyssey, Yamaha CS-80، Korg MS-20، Prophet-5 مدارهای متوالی، Fairlight CMI, PPG Wave, Roland TB-303، Roland Alpha Juno, Nord Modular و Korg M1.

## همچنین مشاهده کنید
- List of music software